# 伪娜罗虫属
偽娜罗虫（學名：Pseudonaraoia），為在捷克的奧陶紀地層發現的一種早期小型海生節肢動物，大小約1至2公分。

## 命名
偽娜罗虫的屬名Pseudonaraoia是由Pseudo-（希臘語中的假裝）與naraoia（其近親娜罗虫）